# Bondo (ort i Burkina Faso)
Bondo är en ort i Burkina Faso.   Den ligger i regionen Boucle du Mouhoun, i den västra delen av landet, 220 km väster om huvudstaden Ouagadougou. Bondo ligger 301 meter över havet och antalet invånare är 1 580.
Terrängen runt Bondo är platt, och sluttar söderut. Närmaste större samhälle är Yaho, 13,2 km väster om Bondo.
Omgivningarna runt Bondo är en mosaik av jordbruksmark och naturlig växtlighet. Runt Bondo är det ganska tätbefolkat, med 52 invånare per kvadratkilometer.